# John Montgomery
John Carter Montgomery (Elizabethtown, 22 novembre 1881 – Washington, 7 giugno 1948) è stato un cavaliere e giocatore di polo statunitense.

## Biografia
Ha partecipato ai giochi olimpici di Stoccolma del 1912 nell'equitazione, nelle gare del dressage individuale (20º classificato), del salto ostacoli a squadre (4º classificato), del concorso completo individuale (9º classificato) e del concorso completo a squadre (3º classificato).
Nella edizione dei giochi di Anversa del 1920 ha vinto una medaglia di bronzo nel polo.

## Palmarès
In carriera ha conseguito i seguenti risultati:
- Giochi olimpici

Stoccolma 1912: bronzo nell'equitazione nel concorso completo a squadre.
Anversa 1920: bronzo nel polo.